# 修正資本主義
修正資本主義（しゅうせいしほんしゅぎ）、または東亜モデル（とうあもでる、英語: East Asian model）とは、戦後の日本で生まれた経済体制の一つで、政府が特定の分野に大規模な資金を投入し、民間企業の成長を意図的に支援する仕組みを指す。
国家独占資本主義の一形態、またはその別名とされることもある。2021年に発足した岸田内閣は、修正資本主義や公益資本主義の理念を反映した『新しい資本主義』という政策を掲げ、その後、2024年に発足した石破内閣がこの政策を継承している。

## 呼称と語源
日本では、「修正資本主義」という呼称が使われている。
- 1947年、経済同友会の大塚万丈が著した『企業経営の民主化・修正資本主義の構想』という本で初めて登場した[1]。
- なお、「修正資本主義」という呼称は日本独自のものであり、海外では殆ど使われていない。英語に直訳すると「Modified Capitalism」になるが、この表現は英語圏では不自然だとみられる。
- 戦後の日本（1945年以降）にはすでにこの経済体制が採用されていたが、それ以前には特定の名称が無く、1947年に「修正資本主義」という言葉が定着した。

海外では、これを「East Asian model（東亜モデル）」と呼ぶことが一般的である。
- 1988年、日本系アメリカ人の吉原邦男（Kunio Yoshihara）はこの用語を提唱した。この呼称は、日本型資本主義の特徴である「政府が自国民による投資や、技術集約型の企業を意図的に促進する」という点を説明するために作られたものである[3]。また、吉原は東南アジア諸国の経済体制は日本とは異なり、「疑似資本主義（Ersatz capitalism）」であると述べた。
- 一方、日本国内では、東アジア型と東南アジア型の資本主義を区別せず、どちらも「修正資本主義」としてまとめて扱うことが一般的である。

このページでは、日本の慣例に従って『修正資本主義』という呼称を使用している。

## 概要
修正資本主義という言葉における「修正」は、資本主義が抱える問題を緩和し、福祉国家の実現を目指すことを意味している。この考え方は、1950年代の日本の社会情勢に大きな影響を受けて生まれた。当時、労働運動や民主化運動が活発化し、資本主義に対する関心や議論も盛んになった。アメリカの「ニューディール政策」やイギリスの『ベヴァリッジ報告』など、先進国からの影響を受けながら、日本は自国の経済システムを改革し、よりバランスの取れた成長を目指していた。
「アジア諸国では、市場だけでは資源を十分に配分できない」という課題を受けて、日本政府は特定の企業を支援する政策を通じて経済成長を促進していた。具体的には、国民の銀行資産の管理や国有企業の支援、民間企業の育成、欧米への輸出依存、高い貯蓄率の維持などが行われていた。この体制はフランスの「指導主義経済」やアメリカの「ネオ重商主義・ハミルトン経済学」といった経済モデルにも共通点がみられている。
修正資本主義は「封建制度から脱却し、資本主義への移行が進んでいく過程で、農業中心の産業が製造業やサービス業へと転換する段階」で特に有効だとされる。日本の経済的成功を受けて、韓国や香港、台湾、タイ王国、シンガポール、マレーシア、インドネシアなどの国々も、日本型の修正資本主義を取り入れた。また、この経済モデルは資本主義国だけでなく、共産圏にも影響を与えた。1970年代後半の中国の「改革開放」や1986年以降のベトナムの「ドイモイ政策」においても、日本の成功を学ぼうとする動きがみられた。
しかし、1990年代の日本のバブル崩壊以降、アジア各国はそれぞれの経済環境に応じて新たな方向性を模索し、修正資本主義のアプローチは多様化している。現在では、修正資本主義を維持しているのは日本だけとなり、中国と香港は「社会主義的市場経済」に移行し、韓国や台湾、東南アジア諸国は外国直接投資（FDI）依存型の「新自由主義」へと進んでいる。こうして、2010年代以降、アジア各国はそれぞれ独自の経済モデルを採用しており、日本型資本主義の影響を受けつつも、新たな進路を選択している。

## 特徴
修正主義経済には利点と欠点があり、以下に示す：

### 利点

#### 国民所得の増加、貧困率の改善、速いGDP成長
第二次世界大戦の終結から1997年の東アジア金融危機まで、アジア諸国は修正資本主義を採用し、急速な経済成長を遂げていた。
この期間、東アジアの発展途上国の経済成長率は世界平均の3倍に達し、大量の外国資本と民間資本を呼び込み、貧困率の大幅な低下が見られていた。特に顕著な例がインドネシアであり、1970年から1996年の間に、公式の貧困ライン以下で生活する人口の割合は60%から12%へと減少した。同様に、韓国や台湾・シンガポールなどの新興工業化国では、1980年から1992年にかけて実質賃金が毎年5%増加し、製造業の雇用者数も毎年6%増加していた。
この成功の背景には、輸出指向型経済がもたらした大量の外国直接投資と技術開発がある。新興国は先進国の市場に依存し、GDPの著しい成長を遂げた。韓国のLG・現代・サムスンのように、政府の強力な支援を受けることで成功を収めた企業もある。また、銀行業も政府の影響を受けているものの、銀行自体が強い権限を持ち、大企業の経営にも影響を及ぼしていた。さらに、アジア諸国の経済成長期には国民の自信が高まり、欧米を上回る勢いを見せ、生活水準も年々向上していた。

#### 対共産国の防御
冷戦時代には投資家だけでなく、欧米諸国、特にアメリカ政府も民主陣営のアジア諸国を積極的に支援していた。アジアの発展途上国の政府は、欧米の政府や投資家・銀行の投資を自国に呼び込むため、自国の投資環境の魅力を強調しながら、労働政策の調整、物資の安定供給、司法制度の整備、そして道路・電力・教育などの公共インフラの充実に努めていた。その結果、アジアの民主国は豊かになり、これらの国の国民は「共産国の経済的困窮」を目の当たりにし、共産主義への反感を強める要因となった。

### 欠点

#### 経済危機への柔軟性の課題
この経済モデルには、経済危機を引き起こす幾つかの要因が存在する。
修正資本主義を採用している国々では、不動産価格の変動やマクロ経済学の誤解、新聞やテレビなどの情報の偏り、ネット上での過剰な愛国主義的な言説などが影響し、投資判断が影響を受けることがある。また、政府が外国資本の流入に過度に干渉すると、「投資しにくい国」と見なされ、資金不足に陥ることがある。一方で、全く干渉しないと外国資本の流入が不均衡になり、強い産業がさらに強くなり、弱い産業はますます厳しくなり、結果として経済格差が拡大する恐れがある。
1997年の金融危機の際、多くの修正資本主義を採用していた国々ではインフレが急激に上昇し、政府の対外債務も拡大した。国民が「現実の生活の質」と「メディアで伝えられる理想的な生活水準」の間に大きなギャップを感じると、投資への信頼が低下し、経済危機に直面する可能性が高まり、その後の回復が困難になることも少なくない。また、金融危機後、これらの国々は「縁故資本主義」や、「企業が政治家や富裕層の人脈に依存しすぎることで、努力が正当に評価されにくい」といった課題に直面する。さらに、単一産業に依存する国々では課題が一層浮き彫りとなり、特に旅行業への依存度が高いタイ王国はその影響を大きく受けていた。

#### 既に失敗した国が多い
- 日本では、1960年から1980年にかけて経済的な成功を収め、世界的に注目されていた。その後の経済停滞については、様々な要因が影響しているが、主に外部環境やグローバルな市場の変化が大きな要因とされている。米国コロラド州立大学の小沢照友教授（英語名：Terutomo Ozawa）は、『日本の統制機構と深化した金融困難[12]』という著書の中で、「欧米を追い抜くことに執着する産業構造」や「雁行政策の採用」が、1990年代以降の経済停滞の原因であると指摘している[13][14]。現在、日本は「失われた30年」と呼ばれる経済停滞に直面しており、かつて「失われた10年」と言われた時期もあったが、20年以上が経過した今も、依然として経済の回復に向けた適切な対応策が模索されている。
- 韓国では、政府の支援や定向信用、従業員への規制、また、明示的・暗黙的な補助金が主に財閥に流れ、中小企業にとって市場経済の公正なルールが損なわれている状況があった[11]。韓国政府は、財閥が生産性が低く、中小企業への投資も不足している上に、1997年の金融危機で大きな経済的損失を受けたことにより、修正資本主義を見直すことに決めた。
- インドネシアでは、原材料の輸出に頼り過ぎており、その結果、貿易制限や特定団体による輸入の独占が、経済効率や競争力を低下させていた[11]。2000年以降、外国からの投資の質や国内の生産性がともに低下する中、特定の分野を優遇しない「自由貿易の方針」へと転換した。
- タイ王国では、「市場経済」と「政治的変動」が密接に絡み合うことで、政治的な要素が経済的な意思決定よりも優先されることが多くなった。例えば、1996年の総選挙で与党が選ばれた際、金融危機への対応よりも野党の排除を優先し、その結果、タイ王国の経済低迷をさらに長引かせることとなった。
- 中国やベトナムでは、共産主義体制を採る中で、修正資本主義を利用して外資を誘致し、インフラ整備を進めている[11]。しかし、情報の非公開やデータの欠如、一時的な免税措置が頻繁にみられている。

これらの事を踏まえると、それぞれの国が独自の社会的・経済的背景に基づいて、異なる経済発展モデルを追求していることが明らかである。